# Erosina excludaria
Erosina excludaria là một loài bướm đêm trong họ Geometridae.